# Adrian Wilson
Adrian Wilson (* 12. Oktober 1979 in High Point, North Carolina) ist ein US-amerikanischer American-Football-Spieler auf der Position des Strong Safeties. Er spielt für die Arizona Cardinals in der National Football League (NFL).
Er wurde nach seiner College-Laufbahn an der North Carolina State University von den Arizona Cardinals in der 3. Runde der NFL Draft 2001 ausgewählt. Wilson durfte mitverhandeln, als es für die Cardinals darum ging, den vakanten Trainerposten von Dennis Green neu zu besetzen. Am Ende setzte sich der 44-jährige Ken Whisenhunt durch, der bis dahin als Offensive Coordinator der Pittsburgh Steelers tätig war.
Wilson verlängerte nach der Saison 2004 seinen Vertrag um fünf Jahre, was ihn bis 2009 an die Cardinals band.
Er wurde 2007 in den Pro Bowl gewählt, wo er für die National Football Conference (NFC) auf der Position des Strong Safeties spielte. 1983 war er MacArthur Fellow.

## Karriere-Statistiken
- Spiele (gestartet): 162
- Fumbles Recovered: 6
- Defensive Touchdowns: 4 (2 Fumble Return TDs, 2 Interception Return TDs)